# دوين وليامز
دوين وليامز (بالإنجليزية: Duane Williams)‏ هو محامي أمريكي، ولد في 11 أغسطس 1860 في Radnor Township, Pennsylvania ‏ في الولايات المتحدة، وتوفي في 15 أبريل 1912 في المحيط الأطلسي الشمالي بسبب غرق آر إم إس تيتانيك.